# Ponometia magnifica
Ponometia magnifica är en fjärilsart som beskrevs av Berthold Neumoegen 1891. Ponometia magnifica ingår i släktet Ponometia och familjen nattflyn. Inga underarter finns listade i Catalogue of Life.